# سالوتيم للرعاية الصحية
سالوتيم للرعاية الصحية هي شركة رعاية اجتماعية مقرها وندسور، تأسست عام 2016. توظف أكثر من 3000 موظف. حاز جون جودن، الرئيس التنفيذي، على وسام الإمبراطورية البريطانية ضمن جوائز العام الجديد 2021.
تقدم سالوتيم خدمات الرعاية الصحية والتعليم السكنية لأكثر من 1350 بالغًا وطفلًا من ذوي الإعاقات التعلمية والاحتياجات المرتبطة بها، بما في ذلك أولئك الذين يعانون من سلوكيات صعبة. في أبريل 2017، استحوذت على مجموعة باثوايز كير ومودوس كير، وهما مقدمان لخدمات الرعاية المتخصصة للأطفال والبالغين من ذوي الإعاقات التعلمية وحالات الصحة العقلية والتوحد والسلوكيات الصعبة. في تلك المرحلة، كان لديها 55 منزلاً بها حوالي 400 مقيم. أضاف شراء رعاية كليرووتر في نوفمبر 2017 20 خدمة إضافية. في أكتوبر 2019، كانت تدير 130 خدمة في جميع أنحاء إنجلترا وويلز.
في أبريل 2018، اشترت شركة سالوتيم 51 خدمة من سكوب، بما في ذلك ثلاث مدارس خاصة، 38 دار رعاية و10 خدمات نهارية. وشمل النقل 1598 موظفًا، أي ثلثي رواتب الجمعية الخيرية، تم نقلهم من سكوب إلى أمبيتو للرعاية والتعليم، وهو قسم من سالوتيم. حققت سكوب 3 ملايين جنيه إسترليني من الصفقة.
إنها تقيم حدثًا سنويًا رسميًا، وهو كرة الثناء، في هوتون لو سبرينغ ساحة راينتون ميدوز، لـ 300 مستخدم خدمة من جميع أنحاء البلاد.

## الخدمات
كريج واي بارك هي مدرسة في كارديف تأسست عام 1955، مخصصة لذوي الإعاقات المعقدة والعصبية والمتعددة، وكانت تُدار سابقًا من قِبل شركة سكوب. يقع دار رعاية الأطفال "تو كاتش" بالقرب منها. في أبريل 2020، نظمت الشرطة المحلية عرضًا بمناسبة عيد ميلاد أحد التلاميذ الرابع عشر. تستخدم المدرسة لعبة "دراغون ديكتيت" لمساعدة التلاميذ.
حصلت مخرجة الأفلام الوثائقية مي ويليامز على جائزة بافتا في عام 2019 عن فيلمه عن أحد سكان لويس مارتن كورت حيث تقدم الشركة رعاية على مدار الساعة للبالغين الشباب ذوي الاحتياجات المعقدة.
بول بوينت دار رعاية سكنية في بليموث، تستقبل خمسة أشخاص مصابين باضطراب طيف التوحد. في عام 2019، نظمت الدار عرضًا للكلاب احتفالًا بعيد الميلاد الثامن لكلب أحد النزلاء.